# 6152 Емпедокл
6152 Емпедокл (6152 Empedocles) — астероїд головного поясу, відкритий 3 квітня 1989 року.
Тіссеранів параметр щодо Юпітера — 3,394.